# John Burville Biggs
John Burville Biggs AM (* 1934 in Hobart, Tasmanien) ist ein australischer pädagogischer Psychologe und Romanautor, der das Konzept des Constructive Alignment sowie die SOLO-Taxonomie zur Beurteilung von Lernzielen entwickelt hat. Er studierte bis 1957 Psychologie an der University of Tasmania und wurde 1963 an der University of London promoviert. Bis zu seiner Emeritierung bekleidete er Lehrstühle in Australien, Kanada, Groß Britannien und in Hongkong. Heute ist er Ehrenprofessor für Psychologie an der University of Hong Kong.
Seit seiner Emeritierung entstanden vier Kurzgeschichten und vier Romane.
2017 wurde er zum Member des Order of Australia ernannt.